# 旃陀羅
旃陀羅（せんだら）とは、日本の中世の一時期から仏教経典の用語を概念化して、主として僧侶や知識層に広まった、被差別民への呼称。

## 語源
古代インドの賤民チャンダーラが漢音訳されたものである。ヒンドゥー法典ではチャンダーラの起源をシュードラの父とバラモンの母の間の混血としているが、史実とは異なる。チャンダーラははじめ、四ヴァルナ（種姓）中のシュードラに含まれていたが、のちに四ヴァルナ（カースト）の外に置かれ、シュードラ以下の存在とみなされた。穢れた存在であり、彼らに触れると（一時的に）穢れるとされ、四ヴァルナで構成された世界の浄性の維持という理由で社会生活全般で厳しい差別を受けた。町や村の中に住むことは許されず、狩猟、屠殺、刑殺、清掃、雑役など不浄とみなされる職業に従事した。後世の不可触民制の起源の一つである。

## 経典
経典『観無量寿経』の一節に登場する。

## 日蓮
日蓮宗の開祖日蓮は、安房の国の「旋陀羅」出身だと自称していたと伝えられる。